# Carlo Rizzo
Carlo Rizzo (Trieste, 30 aprile 1907 – Milano, 26 luglio 1979) è stato un attore italiano.

## Biografia
Si dedicò giovanissimo al teatro, dimostrandosi presto portato per gli spettacoli di rivista, in cui affiancò eccezionalmente Erminio Macario, grazie al quale avrebbe esordito sullo schermo, nel film Imputato, alzatevi! di Mario Mattoli (1939). 
Il 17 giugno 1923 interpretò Gontrano, nella prima assoluta di La bambola della prateria di Carlo Lombardo, al Teatro Politeama Margherita di Genova. Lo stesso anno apparve nella prima assoluta de Il paese dei campanelli, diretto dal compositore al Teatro Lirico di Milano. Al Teatro La Fenice di Venezia debutta il 13 febbraio 1924 con La bambola della prateria seguita il 16 febbraio da Il paese dei campanelli. Interpreterà ancora molte operette, come Scugnizza, ancora di Lombardo, e La danza delle libellule di Franz Lehár.
Con la compagnia dei Grandi Spettacoli d'Arte Operettistica il 29 ottobre 1926 è Desiré nella prima assoluta di Primarosa di Giuseppe Pietri, con Nella De Campi e Nuto Navarrini, al Teatro Lirico di Milano, dove, il 30 dicembre, interpretò Gigolette di Lombardo con Navarrini. Nel 1927 tornò alla Fenice con Navarrini, come Blum, in Cin Ci La ed altri importanti lavori. 
Negli anni successivi Rizzo fu spesso accanto a Macario, in qualità di spalla, in numerosi spettacoli teatrali (come Febbre azzurra, 1944-1945) e televisivi. Nella rivista lavorò nelle compagnie di Wanda Osiris e Carlo Dapporto, e comparve in numerosi film, soprattutto di genere comico-leggero.
Nel 1960 costituì con il fratello Alfredo una propria compagnia di rivista, che tuttavia non durò a lungo.
Per il Teatro Verdi di Trieste, debuttò come Sua Altezza Imperiale in Al cavallino bianco, al Teatro Stabile Politeama Rossetti, nel 1970, con Tony Renis, Aldo Fabrizi, Sandro Massimini, Graziella Porta, e Gianni Brezza, per la regia di Vito Molinari e le coreografie di Gino Landi.
Il suo ultimo lavoro fu Macario più (1978), serie televisiva in cui venivano riproposti i più celebri spettacoli del comico torinese.
Era sposato con la ballerina Rosita Pinkel.

## Filmografia parziale

### Cinema
- Lo vedi come sei... lo vedi come sei?, regia di Mario Mattoli (1939)
- Imputato, alzatevi!, regia di Mario Mattoli (1939)
- Il pirata sono io!, regia di Mario Mattoli (1940)
- Il chiromante, regia di Oreste Biancoli (1941)
- La zia di Carlo, regia di Alfredo Guarini (1942)
- Macario contro Zagomar, regia di Giorgio Ferroni (1944)
- Il cinema delle meraviglie, regia di Pietro Francisci (1945)
- La vita ricomincia, regia di Mario Mattoli (1945)
- Il deportato (Deported), regia di Robert Siodmak (1950)
- Il monello della strada, regia di Carlo Borghesio (1950)
- La famiglia Passaguai fa fortuna, regia di Aldo Fabrizi (1952)
- Io, mia moglie e la vacca (Ma femme, ma vache et moi), regia di Jean-Devaivre (1952)
- Se vincessi cento milioni, regia di Carlo Campogalliani e Carlo Moscovini (1953)
- Anna di Brooklyn, regia di Vittorio De Sica e Carlo Lastricati (1958)
- Giallo a Firenze (Escapade in Florence), di Steve Previn (1962)
- Totò di notte n. 1, regia di Mario Amendola (1962)
- Viaggio di nozze all'italiana, regia di Mario Amendola (1966)
- Colpo grosso alla napoletana (The Biggest Bundle of Them All), regia di Ken Annakin (1968)
- I clowns, regia di Federico Fellini (1970)
- Che cosa è successo tra mio padre e tua madre? (Avanti!), regia di Billy Wilder (1972)
- Sorbole... che romagnola, regia di Alfredo Rizzo (1976)

### Televisione
- Le spie (I Spy) – serie TV, episodio 2x03 (1966)